# جنیس مارتین
جنیس مارتین (انگلیسی: Janis Martin؛ ۲۷ مارس ۱۹۴۰ – ۳ سپتامبر ۲۰۰۷) یک موسیقی‌دان اهل ایالات متحده آمریکا بود.
او همچنین در فیلم در امتداد درخشش بازی کرده است.